# NN-17
La carretera NN‑17 es una vía departamental secundaria que recorre aproximadamente 15 km en el departamento de Chinandega, Nicaragua. Une la localidad costera de Cosigüina con el municipio de Potosí, facilitando el acceso a zonas agrícolas y turísticas.

## Trazado y cruces
Esta tabla muestra el recorrido estimado y las principales conexiones de la ruta NN‑17:
| km    | Localidad             | Departamento | Conexión / Ruta |
| ----- | --------------------- | ------------ | --------------- |
| 0,00  | Cosigüina             | CH           | Inicio de ruta  |
| 5,00  | San Francisco del Mar | CH           | —               |
| 10,00 | La Punta              | CH           | —               |
| 15,00 | Potosí                | CH           | Fin de ruta     |

## Coordenadas
Uno de los tramos de la NN‑17 puede ser encontrado en las coordenadas: 13°29′51″N 87°31′23″O / 13.4975, -87.5230